# Imprensa Falsa
O Imprensa Falsa é um jornal satírico português, publicado diariamente online. Foi fundado por José Pedro Silva. Toda a actualidade é acompanhada em permanência e divulgada num contexto humorístico informativo. Com uma presença online cada vez mais forte, anunciou recentemente a intenção de se lançar para as bancas com uma edição impressa, mas os leitores ficaram na dúvida sobre se esta informação corresponde à verdade. Todos os temas são abordados neste jornal.

## História
As primeiras notícias do Imprensa Falsa surgiram publicadas apenas num formato de capa satírica, inserido noutra publicação. Perante o sucesso do conteúdo e a crescente procura de humor informativo, em 2009 havia de ganhar o seu espaço próprio, passando a produzir conteúdos diariamente. 
Da autoria de Zé Pedro Silva, o Imprensa Falsa diz-se "líder na desinformação" e garante que "trabalha todos os dias e todas as noites - e inclusivamente aos feriados - para que nenhuma mentira fique por contar". 

O seu lema é "Qualquer semelhança com a coincidência é pura realidade". 